# 295P/LINEAR
295P/LINEAR est une comète périodique du système solaire, découverte le 6 janvier 2002 par le programme LINEAR.